# Kajan
Kajan är en ort och tidigare kommun i Albanien. Den ligger i Belsh kommun i Elbasan prefektur i den centrala delen av landet, 50 km söder om huvudstaden Tirana.
Trakten runt Komuna e Kajanit består till största delen av jordbruksmark. Runt Komuna e Kajanit är det ganska tätbefolkat, med 166 invånare per kvadratkilometer.